# Körner Éva
Körner Éva (Budapest, 1929. június 20. - Budapest, 2004. augusztus 13.) Széchenyi-díjas művészettörténész, a művészettörténet tudomány kandidátusa.

## Kutatási területe
A 20. századi magyar és európai művészet tárgyi anyaga, viszonylatai. A 20. század második felében szinte ő számított az egyetlen Derkovits Gyula szakértőnek, s vele összefüggésben sokat foglalkozott Kernstok Károly és a Nyolcak művészetével, mindezek mellett a kortárs művészettel.

## Életútja
Édesapját, aki a Kner és az Amicus nyomda fametszője volt, már tízéves korában elvesztette. Édesanyjáról hamarosan neki kellett gondoskodnia, így a tanulmányai mellett dolgozott is könyvtárakban, nyomdákban, 1949-51 közt a Szikra Könyvkiadónál volt szerkesztő. A budapesti egyetemen egyiptológiát és klasszika-filológiát hallgatott, mert az ókori Egyiptom és Görögország, valamint a Római Birodalom érdekelte, végül a művészettörténet szakra került, amelyet 1946-1951 közt végzett el.
Zádor Anna 1952-ben Körner Évát és Németh Lajost javasolta aspirantúrára, így Körner Éva is 3 évig aspiráns volt Fülep Lajos témavezetése mellett. 1956-ban bekerült a Szépművészeti Múzeumba muzeológusnak, ahonnan 1957-ben fegyelmivel elbocsátották, mivel kiváló sportlövőként fegyverrel rohangált az 1956-os forradalom helyszínein, bár harcba nem keveredett (tankok kilövésére alkalmas fegyvere nem volt).
1959-ben sikerült újra elhelyezkednie a szakmájában, a Műterem című folyóirat szerkesztőjeként működött, majd a Képzőművészeti Alap Kiadó Vállalata (1960-64), a Corvina Könyvkiadó (1965-1979) szerkesztője, végül a Modern Művészet főszerkesztője volt. Az 1960-as, 1970-es években a TIT budapesti művészeti szakosztályának elnöki teendőit is ő látta el. Közben 1970-ben megvédte kandidátusi disszertációját, a művészettörténet tudomány kandidátusává nyilvánították.
1979-ben bekerült az MTA Művészettörténeti Kutató Intézetébe, ahol tudományos főmunkatársként dolgozott 1990-es nyugdíjazásáig. Az 1990-es évek közepétől megbízott tanárként az ELTE művészettörténeti tanszékén tanított.

## Kötetei (válogatás)[4]
- Renato Guttuso olasz festőművész kiállítása : 1954. augusztus - szepteptember / ca kiáll. Szentgyörgyi Kornél, Körner Éva, Bolgár Kálmán rendezte.
- Pablo Picasso / összeáll. és a bevezető tanulmányt írta Körner Éva, (1959, 1964, 1969, 1974);
- Magyar művészet a két világháború közt, 1963;
- Derkovits Gyula, 1968, 1978, 1979, 1994.
- Vajda Lajos emlékkiállítás. Kiállítási katalógus Kovalovszky Mártával, 1969;
- Életem / Marc Chagall ; [ford. G. Beke Margit ; utószó Körner Éva, 1970;
- Korniss Dezső, 1971;
- Grosz Arnold, 1973;
- Vasarely / Irta Gaston Diehl ; előszót írta Körner Éva, 1973;
- A tárgynélküli világ / Kazimir Malevics ; a sorozatszerk. és Stephan V. Wiese előszavával ; a magyar kiad. utószavát Körner Éva írta], 1986.
- Kassák irodalma és festészete. Bori Imrével, cop. 1988;
- Avantgárd - izmusokkal és izmusok nélkül : válogatott cikkek és tanulmányok, (2005).

## Kiállításrendezőként
Jelentős kiállításrendezői tevékenysége, főbb rendezvényei:
- Modern építészet - modern képzőművészet, MÉSZ, 1962;
- Vajda Lajos, Szent István Király Múzeum, Székesfehérvár, 1962;
- Szentendrei művészet, Csók Képtár, Székesfehérvár, 1976;
- Veszelszky Béla, Műcsarnok, életmű-kiállítás, 1997;
- Rózsa presszó:[5] 1976-1998, Ernst Múzeum, Budapest

## Tudományos tisztség
- Az MTA doktori tanácsa művészettörténeti, építészettörténeti és régészeti szakbizottságának tagja.

## Díjak, elismerések
- Pasteiner-díj;
- Lukács György-díj (1990);
- MAOE életműdíja (1990);
- Martyn Klára-díj (1995);
- Széchenyi-díj (2004).